# Північ (Коти-Вояки)
«Північ» — фентезійний роман, перша книга другого циклу «Нове пророцтво» серії «Коти-вояки».

## Сюжет
Четверо котів із різних Кланів отримують загадкове пророцтво: вони мають разом вирушити в далеку подорож і почути, що їм скаже північ. Та чи правильний вибір зробили Зоряні предки? Чи зможуть обрані коти забути про власні суперечки  і зрозуміти, що тепер майбутнє всього лісу в їхніх лапах?

## Критика
Прийом «Півночі» був змішаним. Children's Literature дала негативний відгук. Питання, порушені в огляді, включають в себе зниження Вогнезірка до простого воїна, величезний обсяг персонажів і «слабку» групу подорожуючих кішок. Тим не менш, огляд дійсно хвалив характер Білки. З іншого боку, Kirkus Reviews сказали, що роман був «структурно міцним». BookLoons назвали нове покоління "привабливим".